# Michal Vachovec
Michal Vachovec (ur. 15 lipca 1992 w Karlowych Warach) – czeski hokeista.

## Kariera
- HC Energie Karlowe Wary U18 (2006-2009)
- HC Energie Karlowe Wary U20 (2008-2012)
- HC Energie Karlowe Wary (2010-2018)
  -  HC Most (2011-2012)
  -  HC Baník Sokolov (2013/2014)
  -  SK Kadaň (2016/2017)
  -  HC Slovan Ústí nad Labem (2017/2018)
- Cracovia (2018-2020)
- Podhale Nowy Targ (2020-2021)
- HC Poruba (2021-2022)
- HC Energie Karlowe Wary (2022-)

Jego ojciec także był hokeistą, od którego uczył się tego sportu. Wychowanek i wieloletni zawodnik macierzystego klubu z Karlowych Warów. W lutym 2013 przedłużył kontrakt z tym klubem o trzy  lata. W lipcu 2018 został zawodnikiem Cracovii w Polskiej Hokej Lidze (w tym roku do Krakowa trafił także jego rodak, Štěpán Csamangó, także pochodzący z Karlowych Warów).. Po sezonie 2019/2020 odszedł z Cracovii. W sierpniu 2020 przeszedł do Podhala Nowy Targ. W maju 2021 został zaangażowany przez HC RT Torax Poruba.
W wieku juniorskim występował w kadrach Czech do lat 16, do lat 17, do lat 18 i do lat 20. Uczestniczył w turnieju mistrzostw świata juniorów do lat 18 edycji 2010.

## Sukcesy
Klubowe
- Srebrny medal mistrzostw Polski: 2019 z Cracovią

Indywidualne
- Puchar Kontynentalny 2019/2020#Grupa F: 17 listopada 2019: wykonawca zwycięskiego najazdu w meczu Cracovia – Donbas Donieck (2:1), przesądzającym o awansie Cracovii do Superfinału[8]